# Quassia harmandiana
Quassia harmandiana är en bittervedsväxtart som först beskrevs av Jean Baptiste Louis Pierre och Jean Marie Antoine de Lanessan, och fick sitt nu gällande namn av Nooteboom. Quassia harmandiana ingår i släktet Quassia och familjen bittervedsväxter. Inga underarter finns listade i Catalogue of Life.